# Robin Neumann
Pour les articles homonymes, voir Neumann.
Robin Neumann (née le 12 décembre 1997 à Munich) est une nageuse néerlandaise.

## Palmarès

### Championnats du monde en petit bassin
- Championnats du monde de natation en petit bassin 2016 à Windsor :
  -  Médaille de bronze du 4 × 100 m nage libre (ne nage pas la finale).

### Championnats d'Europe
- Championnats d'Europe de natation 2020 à Budapest :
  -  Médaille d'argent du 4 × 100 m nage libre (ne nage pas la finale).
- Championnats d'Europe de natation 2016 à Londres :
  -  Médaille de bronze du 4 × 200 m nage libre.